# Михаил Воронцов (политик)
Вижте пояснителната страница за други личности с името Михаил Воронцов.
Граф Михаил Иларионович Воронцов (12 юли 1714 г. – 15 февруари 1767 г.) е руски държавник и дипломат, който възражда семейство Воронцови.
На четиринадесетгодишна възраст Воронцов е назначен за камерюнкер в двора на цесаревна Елизавета Петровна, която той материално подпомага по време на прочутия държавен преврат от 6 декември 1741 г.  На 3 януари 1742 г. Воронцов се жени за графиня Анна Карловна Скавронская, първа братовчедка на императрицата по майчина линия, а през 1744 г. става граф и заместник-канцлер. Ненавистта му към канцлера Алексей Петрович Бестужев-Рюмин го подтиква да участва в заговора на граф Лесток срещу този държавник. Привързаността на императрицата към него го спасява от съдбата на съучастниците му, но той все пак остава в сянка по време на възхода на Бестужев.
Когато Бестужев изпада в немилост, Воронцов бива назначен за императорски канцлер на негово място. Макар и добронамерен и изключително честен, като политик Воронцов е плах и нерешителен. По времето на Елисавета той е отявлен враг на Прусия и добър приятел на Австрия и Франция. Въпреки това, Воронцов не прави никакви усилия да попречи на Петър III да промени политиката на Русия спрямо Прусия. Все пак смелост не липсва на Воронцов. Той е подложен на изтезания след преврата от 9 юли 1762 г., но не предава покойния си господар. Воронцов издига племенницата си Елизавета до позицията на водеща компаньонка на Петър III, и изпитва неприязън към съпругата на Петър, Екатерина. Първоначално Воронцов отказва да ѝ служи, въпреки че тя го възстановява като канцлер. Когато установява, че реалният контрол върху външните работи е в ръцете на Никита Панин, той подава оставка през 1763. 
Воронцов съживява своето древно и прочуто семейство. Той поръчва на императорския архитект Бартоломео Растрели изграждането на пищен дворец в Санкт Петербург и пропилява по-голямата част от личното си богатство за това здание. Впоследствие обаче го продава на короната поради липса на средства необходими за завършване на вътрешната декорация. Племенницата му Екатерина е била в интимни отношения с кралската си съименница Екатерина II, а племенникът му Александър Романович Воронцов също достига поста на императорски канцлер в ранните години на царуването на Александър I.